# NBA Az év hatodik embere
A National Basketball Association Az év hatodik embere (vagy John Havlicek-trófea) díj, amelyet évente adnak át a National Basketball Associationben (NBA) az 1982–1983-as szezon óta a liga legjobb játékosának, aki csereként játszott az adott évben. Amerikai és kanadai újságírók szavazzák meg a díj győztesét.
Minden szavazó leadja választását az első, második és harmadik helyre. Minden első helyezett szavazat öt pontot, a második hármat és a harmadik egyet ér. A legtöbb pontot szerző játékos (attól függetlenül, hogy hány első helyezett szavazatot kap) nyeri meg a díjat. Ahhoz, hogy valaki megkaphassa a díjat, több meccsen kellett a padon kezdenie, mint a kezdőcsapatban. A 2008–2009-es győztes, Jason Terry játszotta átlagosan a legtöbbet a díj bármely győztese közül, mikor 33,7 percet játszott meccsenként a szezonban a Dallas Mavericks játékosaként.
A díj első átadása óta a 34 játékos nyerte el. A legutóbbi győztes Payton Pritchard (Boston Celtics). Jamal Crawford és Lou Williams nyerte el legtöbbször a díjat, mindketten háromszor. Kevin McHale, Ricky Pierce és Detlef Schrempf nyerték el kétszer a díjat. McHale, Toni Kukoč, Bobby Jones és Bill Walton az egyetlen játékosok, akik elnyerték a díjat és beiktatták őket a Hall of Fame-be. Walton és James Harden az egyetlen játékosok, akik karrierjük során az MVP díjat is elnyerték.
Manu Ginóbili, Detlef Schrempf, Leandro Barbosa, Toni Kukoč és Ben Gordon azon győztesek, akik nem az Egyesült Államokban születtek. Gordon volt az első játékos, aki első évében nyerte el a díjat.

## Győztesek

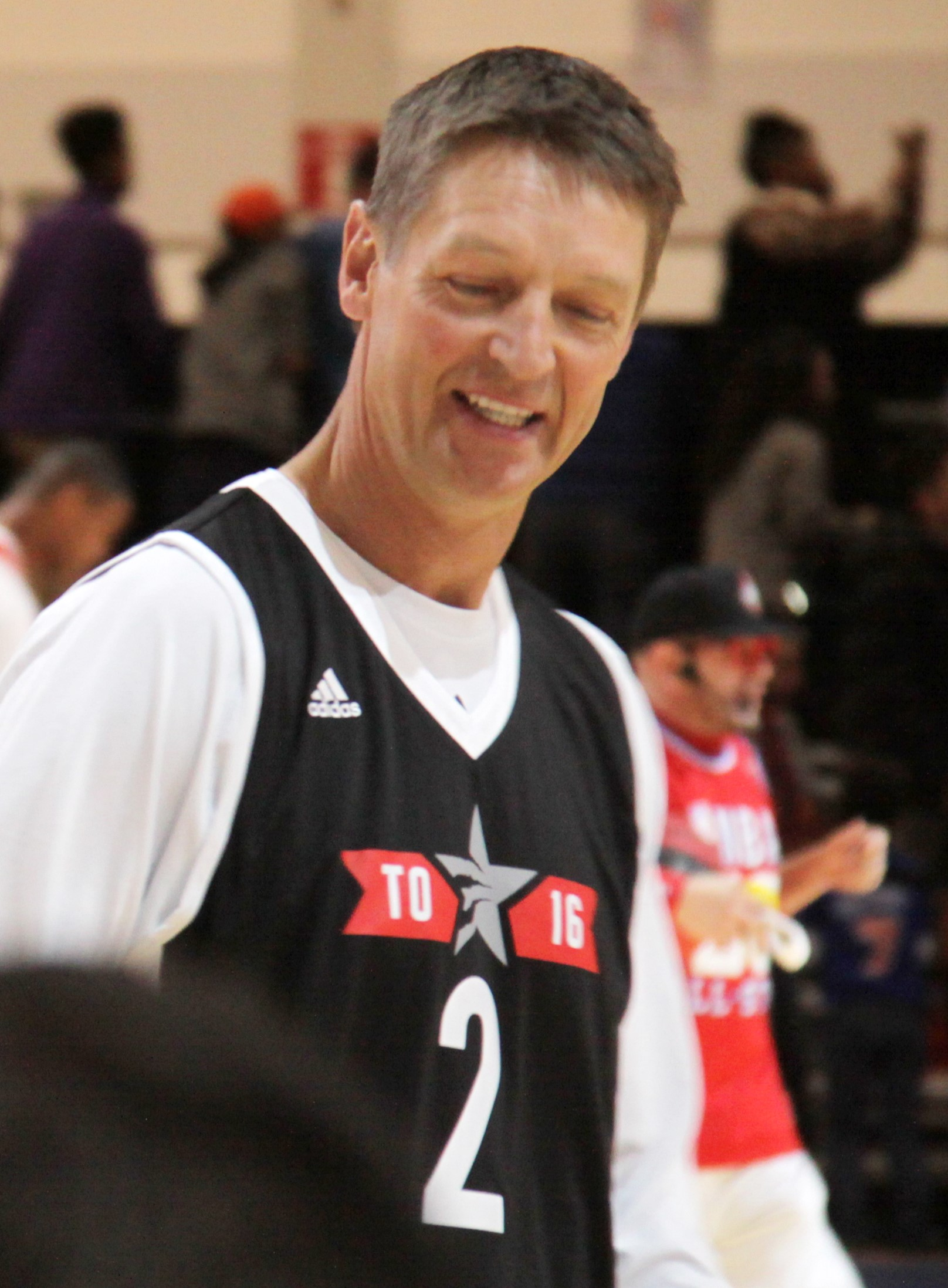
Detlef Schrempf az első nem-amerikai játékos volt, aki elnyerte a díjat.

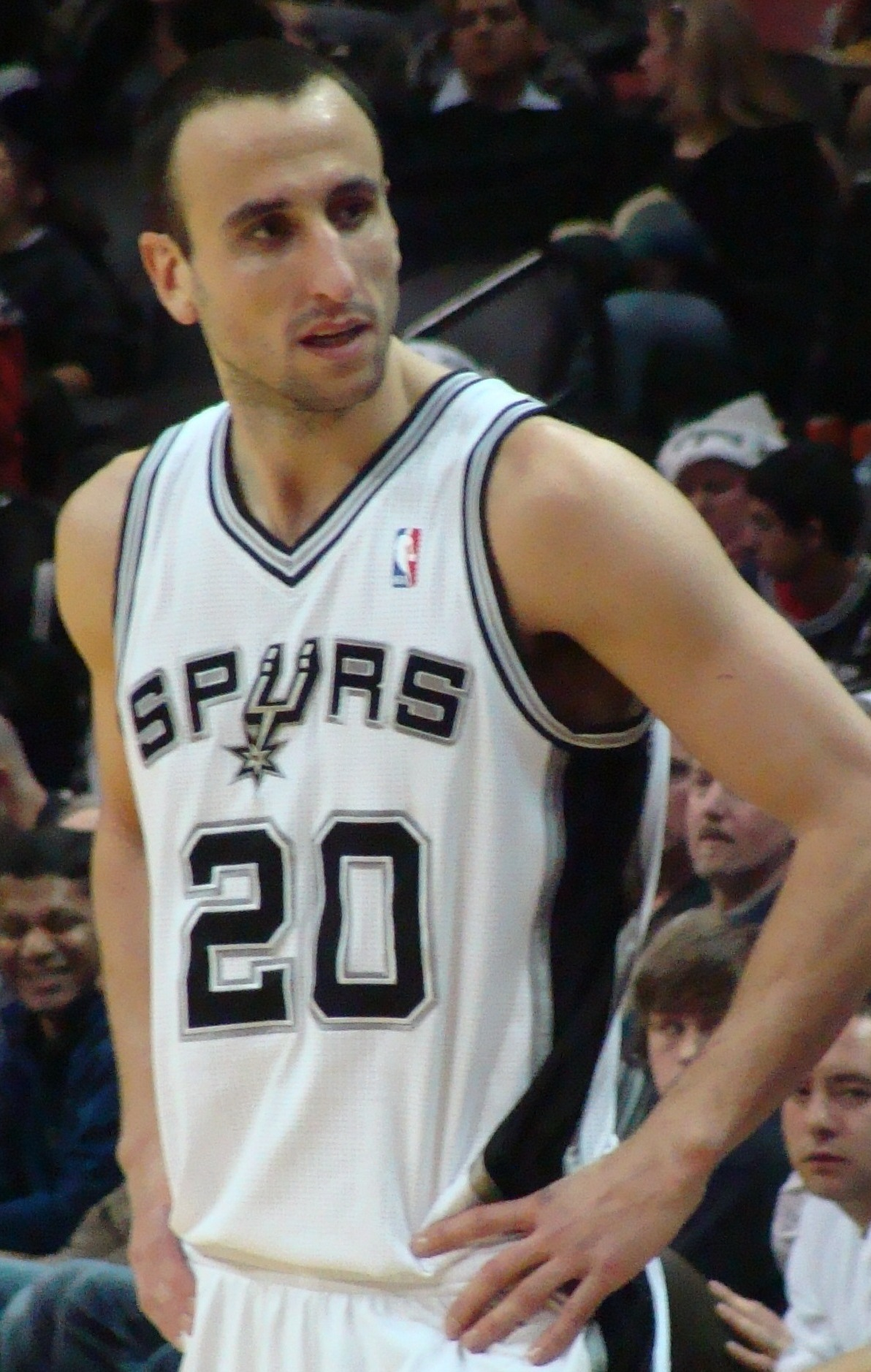
Manu Ginóbili a 2007–2008-as szezonban nyerte el a díjat.

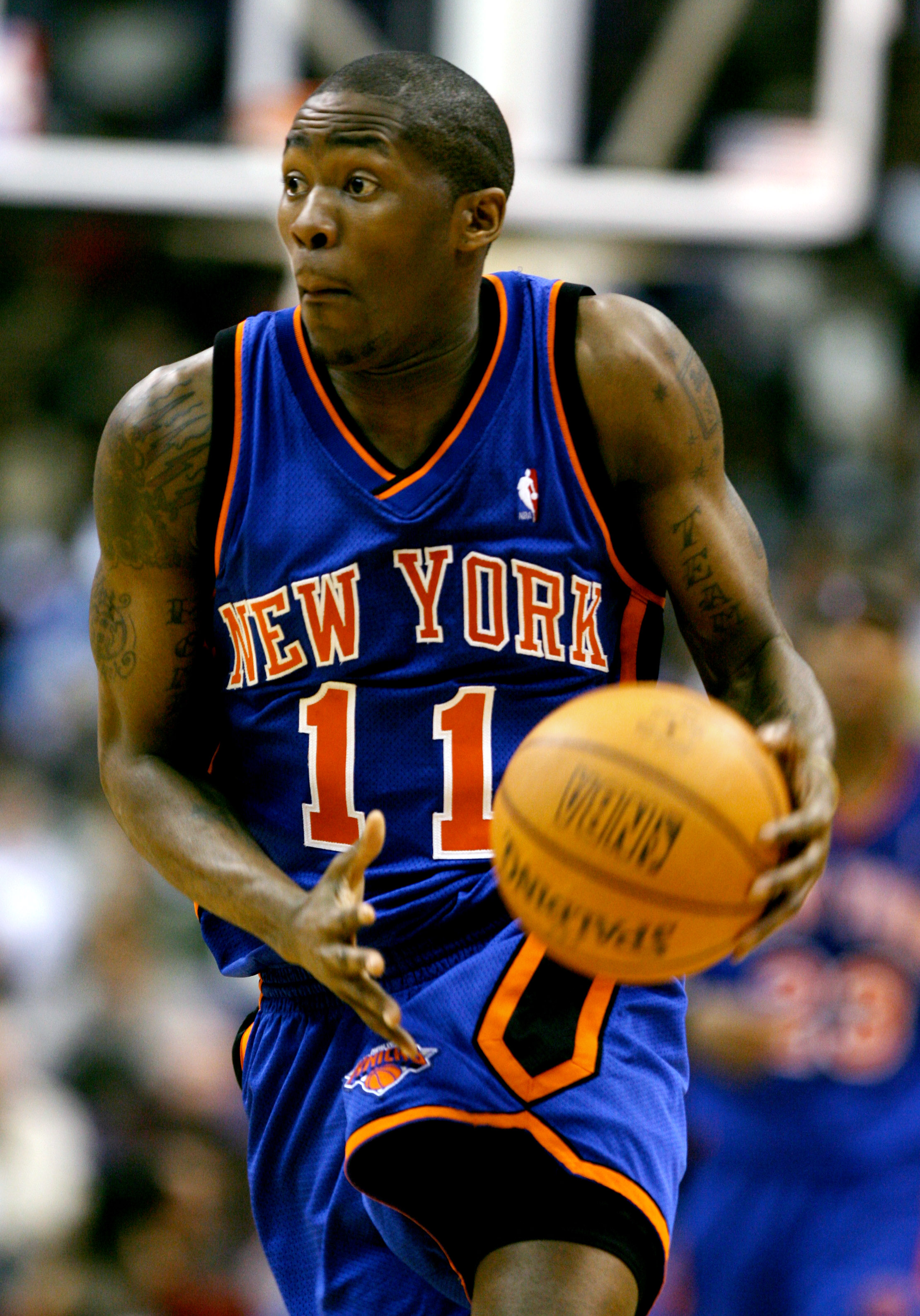
Jamal Crawford rekordsokszor, háromszor nyerte el a díjat.

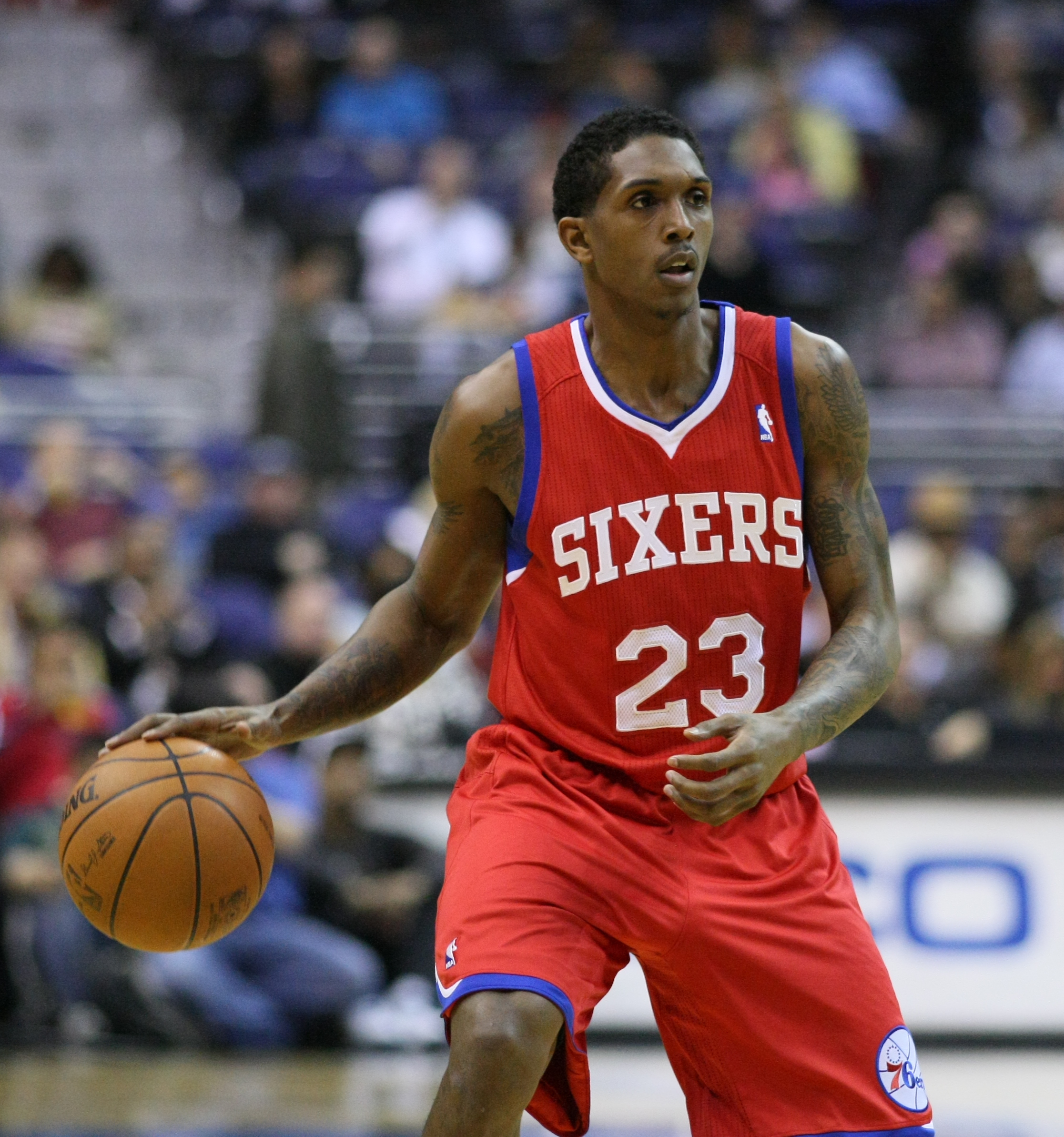
Lou Williams háromszor nyerte el a díjat.

| ^ | Jelenleg is aktív                                          |
| * | Beiktatták a Naismith Memorial Basketball Hall of Fame-be. |

| Szezon    | Játékos             | Poszt      | Nemzetiség       | Csapat                   |
| --------- | ------------------- | ---------- | ---------------- | ------------------------ |
| 1982–1983 | Bobby Jones*        | Erőcsatár  | Egyesült Államok | Philadelphia 76ers       |
| 1983–1984 | Kevin McHale*       | Erőcsatár  | Egyesült Államok | Boston Celtics           |
| 1984–1985 | Kevin McHale* (2)   | Erőcsatár  | Egyesült Államok | Boston Celtics (2)       |
| 1985–1986 | Bill Walton*        | Center     | Egyesült Államok | Boston Celtics (3)       |
| 1986–1987 | Ricky Pierce        | Dobóhátvéd | Egyesült Államok | Milwaukee Bucks          |
| 1987–1988 | Roy Tarpley         | Erőcsatár  | Egyesült Államok | Dallas Mavericks         |
| 1988–1989 | Eddie Johnson       | Kiscsatár  | Egyesült Államok | Phoenix Suns             |
| 1989–1990 | Ricky Pierce (2)    | Dobóhátvéd | Egyesült Államok | Milwaukee Bucks (2)      |
| 1990–1991 | Detlef Schrempf     | Erőcsatár  | Németország      | Indiana Pacers           |
| 1991–1992 | Detlef Schrempf (2) | Erőcsatár  | Egyesült Államok | Indiana Pacers (2)       |
| 1992–1993 | Clifford Robinson   | Erőcsatár  | Egyesült Államok | Portland Trail Blazers   |
| 1993–1994 | Dell Curry          | Dobóhátvéd | Egyesült Államok | Charlotte Hornets        |
| 1994–1995 | Anthony Mason       | Erőcsatár  | Egyesült Államok | New York Knicks          |
| 1995–1996 | Toni Kukoč*         | Kiscsatár  | Horvátország     | Chicago Bulls            |
| 1996–1997 | John Starks         | Dobóhátvéd | Egyesült Államok | New York Knicks (2)      |
| 1997–1998 | Danny Manning       | Erőcsatár  | Egyesült Államok | Phoenix Suns (2)         |
| 1998–1999 | Darrell Armstrong   | Irányító   | Egyesült Államok | Orlando Magic            |
| 1999–2000 | Rodney Rogers       | Erőcsatár  | Egyesült Államok | Phoenix Suns (3)         |
| 2000–2001 | Aaron McKie         | Dobóhátvéd | Egyesült Államok | Philadelphia 76ers (2)   |
| 2001–2002 | Corliss Williamson  | Kiscsatár  | Egyesült Államok | Detroit Pistons          |
| 2002–2003 | Bobby Jackson       | Irányító   | Egyesült Államok | Sacramento Kings         |
| 2003–2004 | Antawn Jamison      | Kiscsatár  | Egyesült Államok | Dallas Mavericks (2)     |
| 2004–2005 | Ben Gordon          | Dobóhátvéd | Egyesült Államok | Chicago Bulls (2)        |
| 2005–2006 | Mike Miller         | Dobóhátvéd | Egyesült Államok | Memphis Grizzlies        |
| 2006–2007 | Leandro Barbosa     | Dobóhátvéd | Brazília         | Phoenix Suns (4)         |
| 2007–2008 | Manu Ginóbili       | Dobóhátvéd | Argentína        | San Antonio Spurs        |
| 2008–2009 | Jason Terry         | Dobóhátvéd | Egyesült Államok | Dallas Mavericks (3)     |
| 2009–2010 | Jamal Crawford      | Dobóhátvéd | Egyesült Államok | Atlanta Hawks            |
| 2010–2011 | Lamar Odom          | Erőcsatár  | Egyesült Államok | Los Angeles Lakers       |
| 2011–2012 | James Harden^       | Dobóhátvéd | Egyesült Államok | Oklahoma City Thunder    |
| 2012–2013 | J. R. Smith         | Dobóhátvéd | Egyesült Államok | New York Knicks (3)      |
| 2013–2014 | Jamal Crawford (2)  | Dobóhátvéd | Egyesült Államok | Los Angeles Clippers     |
| 2014–2015 | Lou Williams        | Dobóhátvéd | Egyesült Államok | Toronto Raptors          |
| 2015–2016 | Jamal Crawford (3)  | Dobóhátvéd | Egyesült Államok | Los Angeles Clippers (2) |
| 2016–2017 | Eric Gordon^        | Dobóhátvéd | Egyesült Államok | Houston Rockets          |
| 2017–2018 | Lou Williams (2)    | Dobóhátvéd | Egyesült Államok | Los Angeles Clippers (3) |
| 2018–2019 | Lou Williams (3)    | Dobóhátvéd | Egyesült Államok | Los Angeles Clippers (4) |
| 2019–2020 | Montrezl Harrell^   | Center     | Egyesült Államok | Los Angeles Clippers (5) |
| 2020–2021 | Jordan Clarkson^    | Dobóhátvéd | Fülöp-szigetek   | Utah Jazz                |
| 2021–2022 | Tyler Herro^        | Dobóhátvéd | Egyesült Államok | Miami Heat               |
| 2022–2023 | Malcolm Brogdon^    | Irányító   | Egyesült Államok | Boston Celtics (4)       |
| 2023–2024 | Naz Reid^           | Center     | Egyesült Államok | Minnesota Timberwolves   |
| 2024–2025 | Payton Pritchard^   | Irányító   | Egyesült Államok | Boston Celtics (5)       |

## Többszörös győztesek
| Díjak száma | Játékos         | Csapat(ok)               | Évek       |
| ----------- | --------------- | ------------------------ | ---------- |
| 3           | Lou Williams    | Toronto Raptors          | 2015       |
| 3           | Lou Williams    | Los Angeles Clippers (2) | 2018, 2019 |
| 3           | Jamal Crawford  | Atlanta Hawks            | 2010       |
| 3           | Jamal Crawford  | Los Angeles Clippers (2) | 2014, 2016 |
| 2           | Kevin McHale    | Boston Celtics           | 1985, 1986 |
| 2           | Ricky Pierce    | Milwaukee Bucks          | 1987, 1990 |
| 2           | Detlef Schrempf | Indiana Pacers           | 1991, 1992 |

## Csapatok
| Díjak száma | Csapat                 | Évek                         |
| ----------- | ---------------------- | ---------------------------- |
| 5           | Boston Celtics         | 1984, 1985, 1986, 2023, 2025 |
| 5           | Los Angeles Clippers   | 2014, 2016, 2018, 2019, 2020 |
| 4           | Phoenix Suns           | 1989, 1998, 2000, 2007       |
| 3           | Dallas Mavericks       | 1988, 2004, 2009             |
| 3           | New York Knicks        | 1995, 1997, 2013             |
| 2           | Indiana Pacers         | 1991, 1992                   |
| 2           | Philadelphia 76ers     | 1983, 2001                   |
| 2           | Milwaukee Bucks        | 1987, 1990                   |
| 2           | Chicago Bulls          | 1996, 2005                   |
| 1           | Portland Trail Blazers | 1993                         |
| 1           | Charlotte Hornets      | 1994                         |
| 1           | Orlando Magic          | 1999                         |
| 1           | Detroit Pistons        | 2002                         |
| 1           | Sacramento Kings       | 2003                         |
| 1           | Memphis Grizzlies      | 2006                         |
| 1           | San Antonio Spurs      | 2008                         |
| 1           | Atlanta Hawks          | 2010                         |
| 1           | Los Angeles Lakers     | 2011                         |
| 1           | Oklahoma City Thunder  | 2012                         |
| 1           | Toronto Raptors        | 2015                         |
| 1           | Houston Rockets        | 2017                         |
| 1           | Utah Jazz              | 2021                         |
| 1           | Miami Heat             | 2022                         |
| 1           | Minnesota Timberwolves | 2024                         |
| 0           | Brooklyn Nets          | –                            |
| 0           | Denver Nuggets         | –                            |
| 0           | New Orleans Pelicans   | –                            |
| 0           | Washington Wizards     | –                            |
| 0           | Cleveland Cavaliers    | –                            |
| 0           | Golden State Warriors  | –                            |